# دریاچه سمبوواتا
دریاچه سمبوواتا (به لاتین: Sembuwatta Lake) یک مخزن سد در سری‌لانکا است که در الکادووا واقع شده‌است.